# On the Third Day
Albums de Electric Light Orchestra
ELO 2
(1973) The Night the Light Went On (In Long Beach)
(1974)
On the Third Day est le troisième album du groupe Electric Light Orchestra, sorti en novembre 1973.
L'album paraît sous deux pochettes différentes. Au Royaume-Uni, c'est une création d'Hipgnosis qui est employée : le visage de Jeff Lynne flottant dans l'espace, contenu dans un carré, la Terre occupant le bas de la pochette. La version américaine de On the Third Day utilise une photographie réalisée par Richard Avedon où les sept membres d'ELO (parmi lesquels Hugh McDowell, qui ne joue en fait pas sur l'album) montrent leurs nombrils.
Une autre différence entre les versions britannique et américaine est la présence de la chanson Showdown : étant parue en single au Royaume-Uni, sous un autre label que l'album qui plus est (Harvest), elle n'apparaît que dans la version américaine. La version remasterisée de l'album, sortie en 2006, utilise la pochette britannique, mais inclut Showdown, ainsi que cinq titres bonus, datant pour l'essentiel des sessions de ELO 2.

## Titres
Toutes les chansons sont écrites et composées par Jeff Lynne, sauf mention du contraire.
| No | Titre                                    | Auteur | Durée |
| -- | ---------------------------------------- | ------ | ----- |
| 1. | Ocean Breakup/King of the Universe       |        | 4:07  |
| 2. | Bluebird Is Dead                         |        | 4:42  |
| 3. | Oh No Not Susan                          |        | 3:07  |
| 4. | New World Rising/Ocean Breakup (reprise) |        | 4:05  |
| 5. | Showdown                                 |        | 4:09  |
| 6. | Daybreaker                               |        | 3:51  |
| 7. | Ma-Ma-Ma Belle                           |        | 3:56  |
| 8. | Dreaming of 4000                         |        | 5:04  |
| 9. | In the Hall of the Mountain King         | Grieg  | 6:37  |

| 10. | Auntie (Ma-Ma-Ma-Belle) (prise 1)  |  | 1:19 |
| 11. | Auntie (Ma-Ma-Ma-Belle) (prise 2)  |  | 4:05 |
| 12. | Mambo (Dreaming of 4000) (prise 1) |  | 5:05 |
| 13. | Everyone's Born to Die             |  | 3:43 |
| 14. | Interludes (inédit)                |  | 3:40 |

## Musiciens
- Jeff Lynne : chant, guitares
- Bev Bevan : batterie, percussions
- Richard Tandy : piano, Moog
- Mike de Albuquerque : basse, chœurs
- Mik Kaminski : violon (1-4)
- Mike Edwards : violoncelle

### Musiciens supplémentaires
- Marc Bolan : guitare (7, 8, 10-13)
- Wilf Gibson : violon (5-14)
- Colin Walker : violoncelle (5-14)